# Porúbka (Bardejov)
Porúbka (in ungherese Tapolyortovány, in tedesco Pefzerhau) è un comune della Slovacchia facente parte del distretto di Bardejov, nella regione di Prešov.

## Storia
Citato per la prima volta nel 1451 (con il nome di Purubach) come centro in cui si amministrava la giustizia secondo il diritto germanico, all'epoca apparteneva alla Signoria di Kučín governata dai nobili Perényi. Nel 1626 passò al castello di Šariš.